# Leucania adonea
Leucania adonea là một loài bướm đêm trong họ Noctuidae.